# تی آر-۵۵
تی آر-۵۵ اولین رادیوی ترانزیستوری شرکت سونی و اولین رادیویی است که در ژاپن توسط شرکت سونی ساخته و در سال ۱۹۵۵ به بازار عرضه شد. استفاده از ترانزیستور به جای لامپ خلاء باعث شده بود که این رادیو از رادیوهای قبلی کوچکتر و قابل حمل شود.

## خصوصیات فنی تی آر-۵۵
تی آر-۵۵ از ۵ ترانزیستور استفاده می‌کرد که توسط شرکت سونی طراحی شده و تحت مجوز شرکت آزمایشگاه بل آمریکایی ساخته شده بود.